# Міністерство культури і туризму Греції
Міністр культури і туризму Греції — голова Міністерства культури і туризму Греції, посада була заснована 1971 року, в добу військової диктатури.
21 червня 2012 року до міністерства було приєднано Міністерства освіти і релігії. Відтак тепер воно іменується Міністерство освіти, релігії, культури і спорту. Водночас знову виокремилося самостійне Міністерство туризму Греції.

## Список міністрів культури 1971–1985
| №  |  | Ім'я                     | Початок повноважень | Кінець повноважень | Партія                        |
| -- |  | ------------------------ | ------------------- | ------------------ | ----------------------------- |
| 1. |  | Константінос Панайотакіс | 26 серпня 1971      | 25 листопада 1973  |                               |
| 2. |  | Дімітріос Цаконас        | 25 листопада 1973   | 24 липня 1974      |                               |
| 3. |  | Константінос Цацос       | 26 липня 1974       | 10 жовтня 1974     | Національний радикальний союз |
| 4. |  | І. Панайотопулос         | 10 жовтня 1974      | 21 листопада 1974  |                               |
| 5. |  | Константінос Тріпаніс    | 21 листопада 1974   | 28 листопада 1977  | Нова Демократія               |
| 6. |  | Георгіос Плітас          | 28 листопада 1977   | 25 вересня 1978    | Нова Демократія               |
| 7. |  | Деметріос Няняс          | 25 вересня 1978     | 9 травня 1980      | Нова Демократія               |
| 8. |  | Андреас Андріанопулос    | 10 травня 1980      | 19 жовтня 1981     | Нова Демократія               |
| 9. |  | Меліна Меркурі           | 21 жовтня 1981      | 26 липня 1985      | ПАСОК                         |

## Список міністрів культури та спорту, 1985–2009
| №   |  | Ім'я                             | Початок повноважень | Кінець повноважень | Партія          |
| --- |  | -------------------------------- | ------------------- | ------------------ | --------------- |
|     |  | Меліна Меркурі                   | 26 липня 1985       | 1 липня 1989       | ПАСОК           |
| 10. |  | Георгіос Мілонас                 | 2 липня 1989        | 23 листопада 1989  | Нова Демократія |
| 11. |  | Сотіріс Кувелас                  | 23 листопада 1989   | 12 лютого 1990     | Нова Демократія |
|     |  | Георгіос Мілонас (2-й термін)    | 12 лютого 1990      | 11 квітня 1990     | Нова Демократія |
| 12. |  | Дзаніс Дзаннетакіс               | 11 квітня1990       | 8 серпня 1991      | Нова Демократія |
| 13. |  | Анна Псаруда-Бенакі              | 8 серпня 1991       | 3 грудня 1992      | Нова Демократія |
| 14. |  | Дора Бакоянні                    | 3 грудня 1992       | 13 жовтня 1993     | Нова Демократія |
|     |  | Меліна Меркурі (2-й термін)      | 13 жовтня 1993      | 6 березня 1994     | ПАСОК           |
| 15. |  | Танос мікрутсікос                | 16 березня 1994     | 22 січня 1996      | ПАСОК           |
| 16. |  | Ставрос Бенос                    | 22 січня 1996       | 26 вересня 1996    | ПАСОК           |
| 17. |  | Евангелос Венізелос              | 26 вересня 1996     | 19 лютого 1999     | ПАСОК           |
| 18. |  | Елізавет Папазої                 | 19 лютого 1999      | 13 квітня 2000     | ПАСОК           |
| 19. |  | Теодорос Пангалос                | 13 квітня 2000      | 20 листопада 2000  | ПАСОК           |
|     |  | Евангелос Венізелос (2-й термін) | 20 листопада 2000   | 10 березня 2004    | ПАСОК           |
| 20. |  | Костас Караманліс                | 10 березня 2004     | 15 лютого 2006     | Нова Демократія |
| 21. |  | Георгіос Вулгаракіс              | 15 лютого 2006      | 19 вересня 2007    | Нова Демократія |
| 22. |  | Міхаліс Ліапіс                   | 19 вересня 2007     | 8 січня 2009       | Нова Демократія |
| 23. |  | Антоніс Самарас                  | 8 січня 2009        | 5 жовтня 2009      | Нова Демократія |

## Список міністрів культури і туризму, 2009–нині
| №  |  | Ім'я                 | Початок повноважень | Кінець повноважень | Партія      |
| -- |  | -------------------- | ------------------- | ------------------ | ----------- |
| 24 |  | Павлос Геруланос     | 7 жовтня 2009       | 12 лютого 2012     | ПАСОК       |
| 25 |  | Йоргос Нікітіадіс    | 12 лютого 2012      | 17 травня 2012     | ПАСОК       |
| 26 |  | Татіана Карапанайоті | 17 травня 2012      | 21 червня 2012     | безпартійна |